# Харіно (Сафоновський район)
Харіно (рос. Харино) — присілок Сафоновського району Смоленської області Росії. Входить до складу Казулінського сільського поселення.
Населення — 16 осіб (2007 рік). 